# Vez
Vez ist eine französische Gemeinde mit 280 Einwohnern (Stand: 1. Januar 2022) im Département Oise in der Region Hauts-de-France. Sie gehört zum Arrondissement Senlis und zum Kanton Crépy-en-Valois.

## Geographie
Vez liegt etwa 30 Kilometer ostnordöstlich von Senlis und etwa 21 Kilometer südsüdöstlich von Compiègne an der Automne. Umgeben wird Vez von den Nachbargemeinden Bonneuil-en-Valois im Norden und Nordwesten, Éméville im Norden, Haramont im Nordosten, Lagny-sur-Automne im Osten, Vauciennes im Süden, Vaumoise im Südwesten sowie Russy-Bémont im Westen.

## Einwohner
| 1962                      | 1968 | 1975 | 1982 | 1990 | 1999 | 2006 | 2013 |
| ------------------------- | ---- | ---- | ---- | ---- | ---- | ---- | ---- |
| 299                       | 311  | 254  | 257  | 266  | 303  | 321  | 312  |
| Quelle: Cassini und INSEE |      |      |      |      |      |      |      |

## Sehenswürdigkeiten
Siehe auch: Liste der Monuments historiques in Vez
- Kirche Saint-Martin-Saint-Léonard, Monument historique
- Verlies (donjon) von Vez, 1360 erbaut

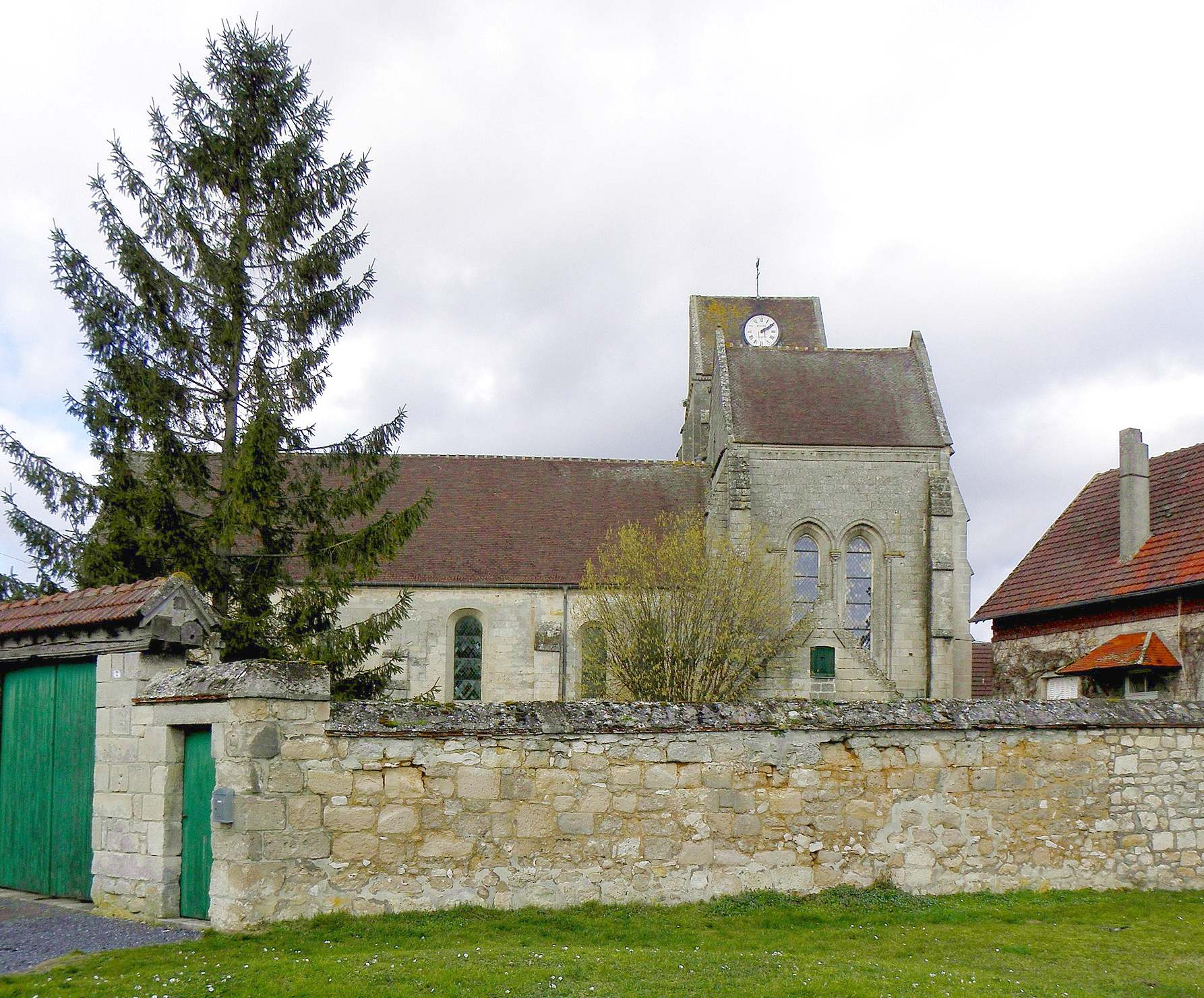
Kirche Saint-Martin-Saint-Léonard
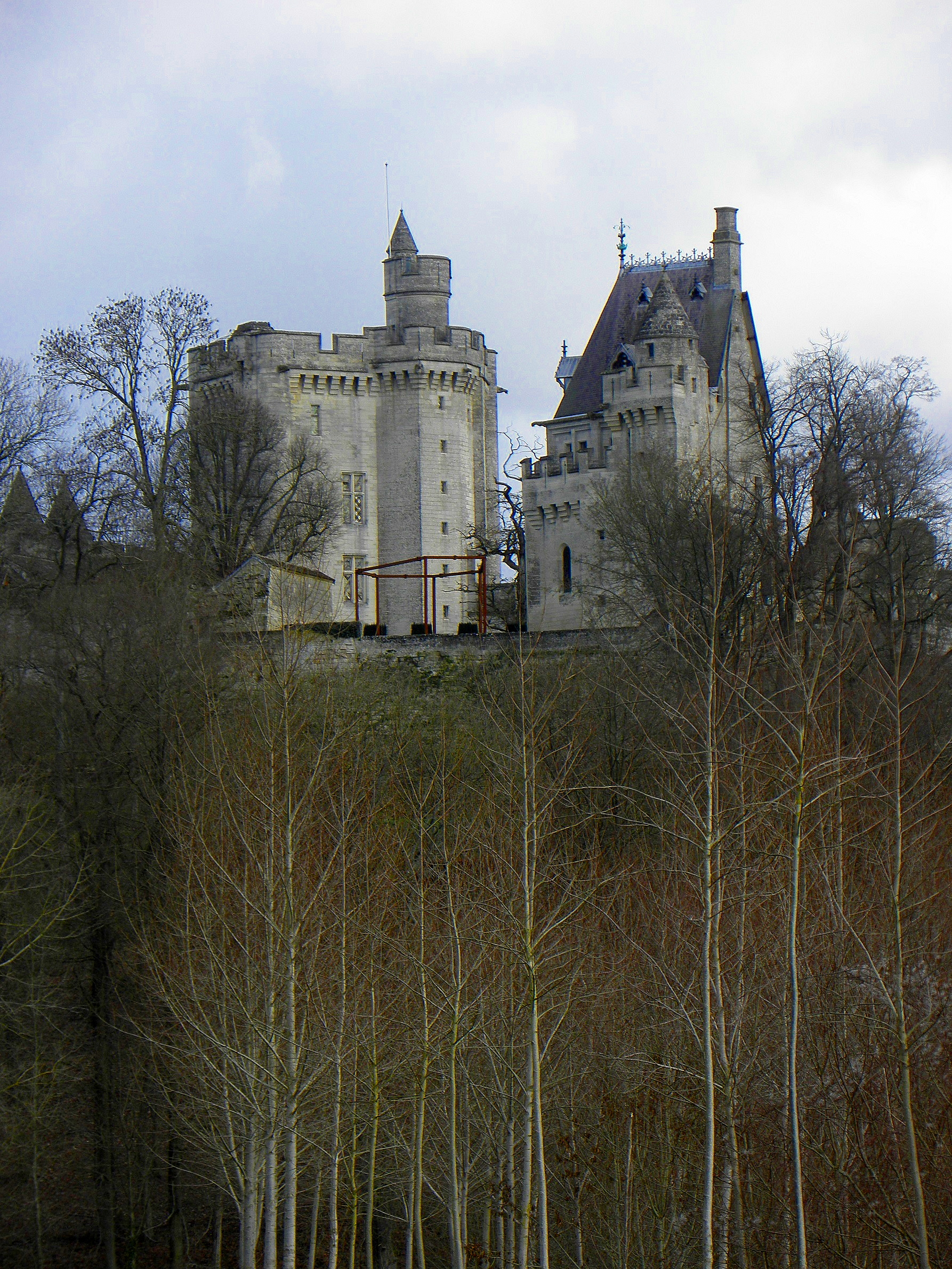
Donjon von Vez